# Штрит
Штрит (њем. Strüth) општина је у њемачкој савезној држави Рајна-Палатинат. Једно је од 137 општинских средишта округа Рајн-Лан. Према процјени из 2010. у општини је живјело 311 становника. Посједује регионалну шифру (AGS) 7141131.

## Географски и демографски подаци
Штрит се налази у савезној држави Рајна-Палатинат у округу Рајн-Лан. Општина се налази на надморској висини од 380 метара. Површина општине износи 4,7 km². У самом мјесту је, према процјени из 2010. године, живјело 311 становника. Просјечна густина становништва износи 67 становника/km².